# Verena Jahnke
Verena Jahnke (* 1980 in Koblenz)   ist eine deutsche Filmemacherin.

## Werdegang
Sie studierte an der Universität Hildesheim im Studiengang „Kulturwissenschaften und ästhetische Praxis“. Danach begann sie ein Studium der Szenischen Regie an der Filmakademie Baden-Württemberg. Für ihren Film Rausch gewann sie im Jahr 2012 den Deutschen Menschenrechts-Filmpreis.

## Auszeichnungen
- 2012 Deutscher Menschenrechts-Filmpreis (Rausch).

## Filmografie
- 2010: Rot Gold Schwarz
- 2010: Rausch